# Yolanda Castro Apreza
Yolanda Castro Apreza (Olinalá, Guerrero, México; 28 de diciembre de 1962) es una activista mexicana de los movimientos feminista y LGBT en Chiapas así como movimientos rurales y urbanos. Desde 1995 es cofundadora de la asociación civil K´inal Antzsetik, como resultado de su activismo y de gestión, logró colocar a Chiapas como uno de los primeros productores de artesanías. Como activista su trabajo se ha centrado en la defensa de los derechos de las mujeres lesbianas, luchas de resistencia como el Movimiento Campesino Indígena, por el aborto; y contra la violencia hacia las mujeres. Ha manifestado su apoyo al movimiento zapatista civil.

## Activismo
Participó de manera activa en las prácticas y resistencias de las lesbianas de 1984 a 1992 en San Cristóbal de las Casas, además ha tenido un claro posicionamiento a favor de las mujeres indígenas de las diferentes regiones de Chiapas visibilizando la condición de alta marginación social que históricamente han padecido.
Promovió acciones concretas de vinculación con Instituciones de Educación Superior al participar desde el activismo con académicas en 1984, en el Taller de investigación Antzetik, en el que se indagó y reflexionó acerca de la condición de vida de la mujer a nivel nacional e internacional, con sede la Facultad de Ciencias Sociales de la Universidad Autónoma de Chiapas.

## Defensa del territorio
En junio del 2008, tuvo una participación activa como integrante del Movimiento de Resistencia Popular del Sureste (MRSP) que junto con el Frente Nacional de Lucha por el Socialismo (FNLS) encabezaron la exigencia al respeto de los derechos humanos y a convenios internacionales signados por México, exigiendo el cese de intervención en los procesos de elección de las autoridades ejidales de Petalcingo.